# Rascló de Hawkins
El rascló de Hawkins (Diaphorapteryx hawkinsi) és un ocell extint de la família dels ràl·lids (Rallidae) i única espècie del gènere Diaphorapteryx. Habitava les zones humides de les illes Chatham, a prop de Nova Zelanda.